# Afhouder
Een afhouder of afhouwer was een jongen die op een vissersschip dat uitvoer ter haringvisserij met de vleet voor het eerst mee vertrok naar zee. Hij was op zo’n schip de laagste in rang. Het gaat hier om een vorm van Noordzeevisserij welke niet meer op deze wijze wordt beoefend.

## Andere benamingen
Zoals een afhouder deel uitmaakte van de bemanning van een vissersschip dat uitvoer ter vleetvisserij, zo kende men bij de beugvisserij de aanduiding speeljongen voor de laagste in rang. In beide gevallen kwamen de jeugdige vissers met de aan hen toegekende benamingen voor op de officiële monsterrol van hun schip.
De schrijver Jan de Hartog gebruikte in een van zijn vroege boeken voor een dergelijke prille vissersjongen de naam bramzijger, in zijn geval onofficieel. Op de handelsvaart kende men, eveneens onofficieel, voor een dergelijke jonge jongen de aanduiding ketelbinkie.

## Vleet
De vleet - benaming van het samenstel van netten - was opgehangen aan een reep, een dik, zwaar touwwerk. Het schip, logger geheten, was tijdens het vissen door middel van zijn reep vastgeketend aan zijn stil in zee hangende vleet. Het vaartuig gaf, al wachtend, aan zijn vleet een zekere tegendruk. De combinatie schip vs. vleet bracht namelijk een onderling evenwichtige - drijvende - positie tot stand. De vleet werd, na een aantal uren wachten, 's nachts binnengehaald.

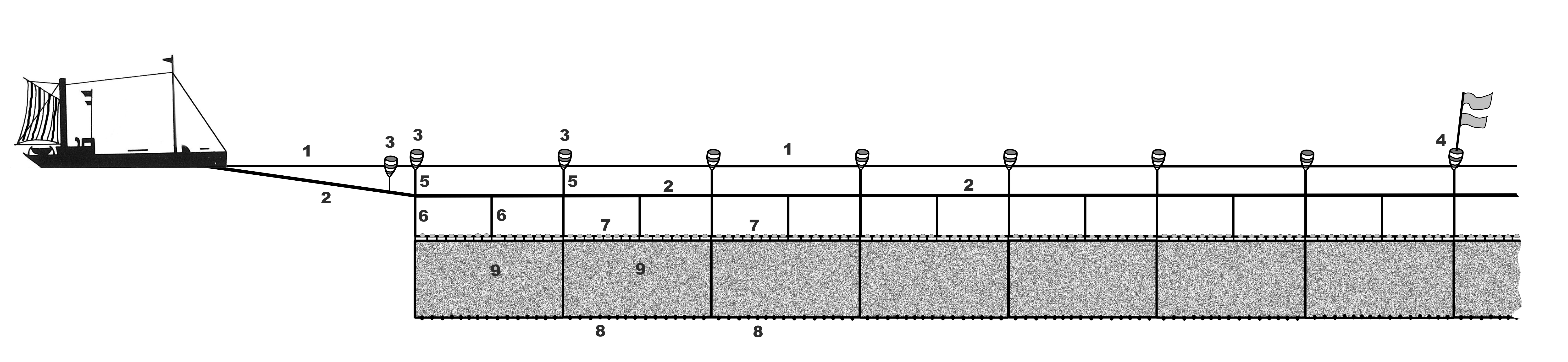
Vleet 1: Water 2: Reep 3: Breels, later vervangen door 'blazen' 4: Joon 5: Breeltouw, 6m 6: Seizing, 8m 7: Speerreep met kurken vloten en stalen 8: Zinkmateriaal, lood, onder de netten 9: Netten, elk 15×30m. (In zee hangend waren de afmetingen geringer)

De vleetvisserij vroeg om een grote mate van nauwgezetheid. Daarom kreeg een afhouder bij de dagelijkse werkzaamheden de taak die het minst gecompliceerd was. De netten waren, rechtstandig in zee hangend als een gordijn, bevestigd aan een lang en zwaar touwwerk, de zogenaamde reep. Dit touwwerk, bij het inhalen van de vleet komend vanuit de zee en eerder door andere bemanningsleden bij het inhalen van de netten daarvan losgekoppeld, moest worden geborgen in een kleine ruimte in het achterschip. Een afhouder geleidde de reep naar de reeds genoemde reepschieter in die kleine ruimte.
Bij het ingewikkelde spel van het in zee zetten - het 'schieten' - en het 'halen' van de vleet had een afhouder, evenals de andere bemanningsleden, zijn vaste taakvervulling die de voortgang van dit 'schieten' en 'halen' bevestigde. Niet vergeten moet worden dat het hier ging om een veelheid van netten - samen 2 tot 3 kilometer lang - die, aan elkaar verbonden, met een zekere snelheid, maar vooral met een grote regelmaat, in zee moesten worden neergelaten.

## Overige bemanning
In de vleetvisserij kende men op de schepen een bemanning van 14 koppen. De afhouder was weliswaar de laagste in rang maar hij behoefde niet per se het jongste bemanningslid te zijn. De op een na laagste was de reepschieter. Verder kende men op de hier genoemde vissersschepen een zogenaamde jongste die in rang boven de reepschieter stond.
Verder waren er de schipper, stuurman, circa vijf matrozen (de matroos-kok was een hunner), een  lichtmatroos, één oudste (soms twee) en een  motordrijver of monteur  bij de motorschepen.
De rangen aan boord hadden van doen met het aantal jaren werkervaring. Voor de jongste drie, aflopend in rang, t.w. de jongste, de reepschieter en de afhouder, waren nog verschillende extra werkzaamheden weggelegd zoals het bakken van vis of haring, het scheppen van kolen voor de matroos-kok en het schoonmaken van het zogenaamde voorin, de onderdekse ruimte waarin de bemanning - exclusief de schipper, de stuurman en in latere jaren de motordrijver - verbleef en sliep en waarin bovendien werd gekookt.